# ナッシングス・ショッキング
『ナッシングス・ショッキング』（Nothing's Shocking）はアメリカのバンド、ジェーンズ・アディクションが1988年に発表したアルバム。バンドにとって初のスタジオ・アルバムであり、メジャー・デビュー作に当たる。

## 解説
フィッシュボーンのメンバー2人とレッド・ホット・チリ・ペッパーズのフリーが、ゲスト参加して収録曲「イディオッツ・ルール」にてホーン・セクションを担当している。
バンドは本作で初めてBillboard 200へのチャート・インを果たし、最高103位に達した。収録曲「ジェーンが言う」は、『ビルボード』誌のモダン・ロック・チャートで最高6位に達した。
『ローリング・ストーン』誌が2003年に選出したオールタイム・グレイテスト・アルバム500では309位にランク・インし、後の改訂では312位となった。

## 収録曲
全曲とも作詞：ペリー・ファレル、作曲：ジェーンズ・アディクション。
1. アップ・ザ・ビーチ - Up the Beach - 3:01
2. オーシャン・サイズ - Ocean Size - 4:19
3. ハド・ア・ダド - Had a Dad - 3:45
4. テッド、ジャスト・アドミット・イット… - Ted, Just Admit It... - 7:22
5. スタンディング・イン・ザ・シャワー…シンキング - Standing in the Shower... Thinking - 3:05
6. サマータイム・ロールズ - Summertime Rolls - 6:20
7. マウンテン・ソング - Mountain Song - 4:03
8. イディオッツ・ルール - Idiots Rule - 3:01
9. ジェーンが言う - Jane Says - 4:53
10. サンキュー・ボーイズ - Thank You Boys - 1:04
11. 禅豚 - Pigs in Zen - 4:31

## 他メディアでの使用例
- アメリカ映画『ナチュラル・ボーン・キラーズ』（1994年公開）のサウンドトラックで「テッド、ジャスト・アドミット・イット…」が使用された[4]。
- 音楽ゲーム『Guitar Hero World Tour』（2008年）で「マウンテン・ソング」が使用された[5]。

## カヴァー
- マウンテン・ソング
  - セパルトゥラ - ブラジルと日本で発売されたカヴァー・アルバム『レヴォルソングス』（2002年）に収録[6]。

## 参加ミュージシャン
- ペリー・ファレル - ボーカル、ピアノ
- デイヴ・ナヴァロ - ギター
- エリック・アベリー - ベース
- スティーヴン・パーキンス - ドラムス、パーカッション

ゲスト・ミュージシャン
- フリー - ホーン(on 8.)
- アンジェロ・ムーア - ホーン(on 8.)
- クリストファー・ダウド - ホーン(on 8.)